# Trachylepis chimbana
Trachylepis chimbana är en ödleart som beskrevs av  George Albert Boulenger 1887. Trachylepis chimbana ingår i släktet Trachylepis och familjen skinkar. Inga underarter finns listade i Catalogue of Life.